# Okręg Covasna
Covasna (węg. Kovászna) – okręg w środkowej Rumunii (Siedmiogród), ze stolicą w mieście Sfântu Gheorghe. W 2011 roku liczył 210 177 mieszkańców. Okręg ma powierzchnię 3710 km², gęstość zaludnienia wynosi 56,7 os./km².

## Struktura narodowościowa
Według spisu ludności z roku 2011 okręg Covasna zamieszkiwały następujące narodowości:
- Węgrzy - 71,6%
- Rumuni - 21,4%
- Romowie - 3,93%
- Niemcy - 0,054%
- Czangowie - 0,039%
- Włosi - 0,008%
- Ukraińcy - 0,007%
- Żydzi - 0,006%
- Rosjanie - 0,004%
- Polacy - 0,003%

## Miasta
- Baraolt (węg. Barót)
- Covasna (węg. Kovászna)
- Întorsura Buzăului (węg. Bodzaforduló)
- Sfântu Gheorghe (węg. Sepsiszentgyörgy)
- Târgu Secuiesc (węg. Kézdivásárhely)

## Gminy
- Aita Mare
- Arcuș
- Barcani
- Bățani
- Belin
- Bixad
- Bodoc
- Boroșneu Mare
- Brateș
- Brăduț
- Brețcu
- Catalina
- Cernat
- Chichiș
- Comandău
- Dalnic
- Dobârlău
- Estelnic
- Ghelința
- Ghidfalău
- Haghig
- Ilieni
- Lemnia
- Malnaș
- Mereni
- Micfalău
- Moacșa
- Ojdula
- Ozun
- Poian
- Reci
- Sânzieni
- Sita Buzăului
- Turia
- Valea Crișului
- Valea Mare
- Vâlcele
- Vârghiș
- Zagon
- Zăbala